# サンパウロ連邦大学
サンパウロ連邦大学（ポルトガル語: Universidade Federal de São Paulo, 略称: UNIFESP, 英語: Federal University of São Paulo）は、1933年に設立されたサンパウロ州に置かれているブラジル連邦立大学の1つである。